# Aldeia do Bispo (Sabugal)
Aldeia do Bispo ist eine Gemeinde (Freguesia) im portugiesischen Kreis Sabugal. In ihr leben 239 Einwohner (Stand 19. April 2021).